# Snežana Aleksić
Snežana Aleksić (in serbo Снежана Алексић?; Titograd, 14 gennaio 1989) è una cestista montenegrina.

## Carriera
Con il Montenegro ha disputato sei edizioni dei Campionati europei (2011, 2013, 2015, 2017, 2019, 2021).